# John Covode

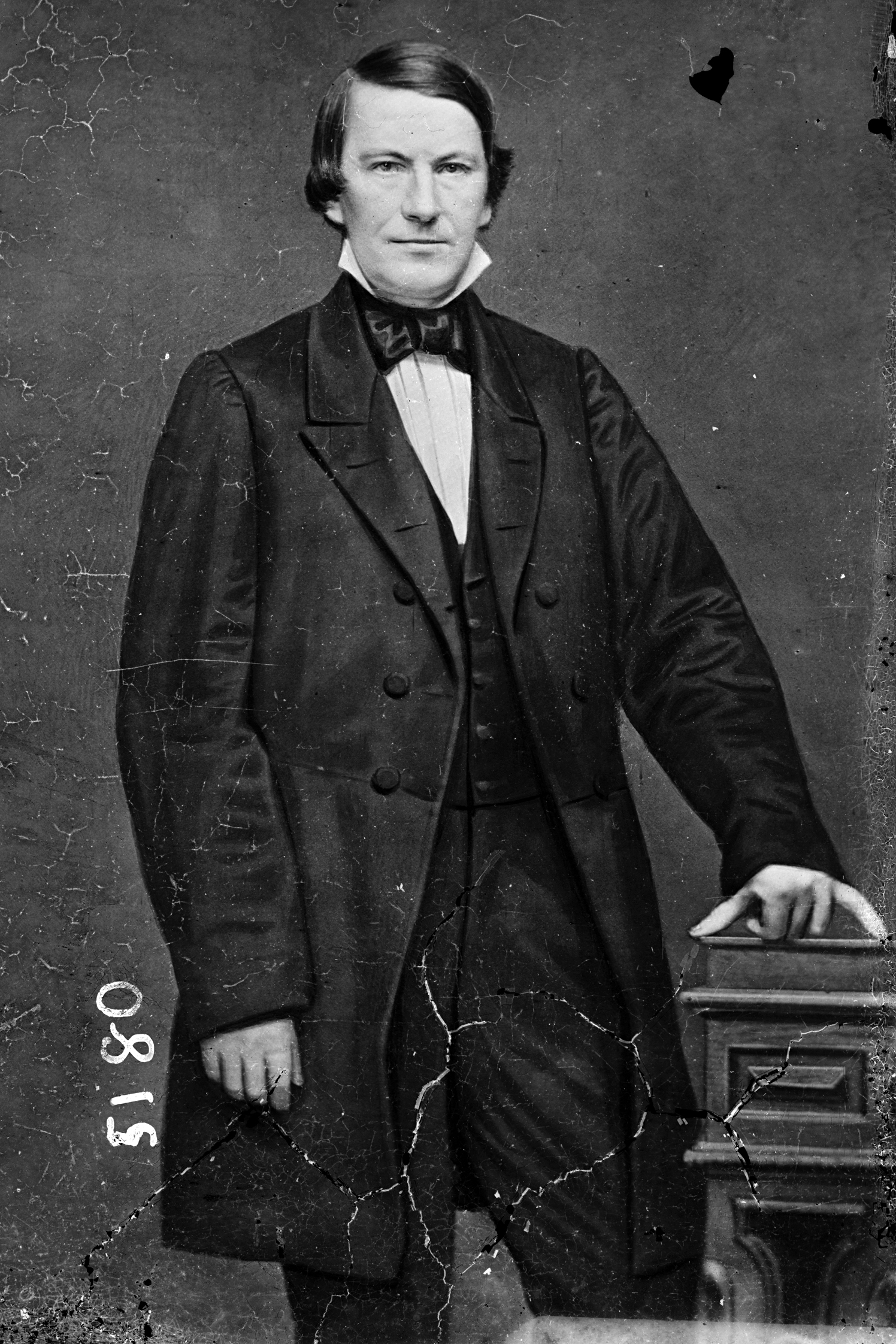
John Covode

John Covode (* 17. März 1808 bei West Fairfield, Westmoreland County, Pennsylvania; † 11. Januar 1871 in Harrisburg, Pennsylvania) war ein US-amerikanischer Politiker. Zwischen 1855 und 1863 sowie nochmals von 1867 bis 1871 vertrat er den Bundesstaat Pennsylvania im US-Repräsentantenhaus.

## Werdegang
John Covode besuchte die öffentlichen Schulen seiner Heimat. Danach arbeitete er in der Landwirtschaft, im Handwerk und im Transportgeschäft. Schließlich stieg er in den Kohlehandel ein. In den 1850er Jahren wurde er Mitglied der kurzlebigen Opposition Party. Seit 1857 gehörte er der Republikanischen Partei an.
Bei den Kongresswahlen des Jahres 1854 wurde Covode im 19. Wahlbezirk von Pennsylvania in das US-Repräsentantenhaus in Washington, D.C. gewählt, wo er am 4. März 1855 die Nachfolge des Demokraten Augustus Drum antrat. Nach drei Wiederwahlen konnte er bis zum 3. März 1863 vier Legislaturperioden im Kongress absolvieren. Diese waren bis 1861 von den Ereignissen im Vorfeld des Bürgerkrieges und seit 1861 vom Krieg selbst geprägt. Zwischenzeitlich war Covode Vorsitzender des Ausschusses zur Kontrolle der öffentlichen Ausgaben. Im Jahr 1860 leitete er auch einen Ausschuss zur Überprüfung eines möglichen Amtsenthebungsverfahrens gegen Präsident James Buchanan. Ein solches Impeachment kam jedoch nicht zustande. Im Jahr 1862 verzichtete er auf eine weitere Kandidatur.
Bei den Wahlen des Jahres 1866 wurde Covode im 21. Distrikt seines Staates erneut in den Kongress gewählt, wo er am 4. März 1867 John Littleton Dawson ablöste. Nach einer allerdings zunächst umstrittenen Wiederwahl konnte er bis zu seinem Tod am 11. Januar 1871 im Kongress verbleiben. Er gehörte damals der radikalen Fraktion seiner Partei an. Noch bis 1869 war die Arbeit des Kongresses von den Spannungen zwischen den Republikanern und Präsident Andrew Johnson belastet, die in einem nur knapp gescheiterten Amtsenthebungsverfahren gipfelten. Dieses Verfahren wurde von Covode nachhaltig unterstützt. Von 1867 bis 1869 war er Vorsitzender des Ausschusses für öffentliche Liegenschaften. Während seiner Zeit im Kongress wurde auch der 14. Verfassungszusatz ratifiziert.